# Copyleft

Das Copyleft-Logo. Es ist ein an der Vertikalen gespiegeltes Copyrightzeichen (©), eines also, das nach links statt nach rechts geöffnet ist. In Unicode ist 🄯 das Zeichen U+1F12F

Das Copyleft ist eine Klausel in urheberrechtlichen Nutzungslizenzen, die den Lizenznehmer verpflichtet, jegliche Bearbeitung des Werks (z. B. Erweiterung, Veränderung) unter die Lizenz des ursprünglichen Werks zu stellen. Die Copyleft-Klausel soll verhindern, dass veränderte Fassungen des Werks mit Nutzungseinschränkungen weitergegeben werden, die das Original nicht hat. Das Copyleft setzt voraus, dass Vervielfältigungen und Bearbeitungen in irgendeiner Weise erlaubt sind. Für sich gesehen macht es jedoch keine darüberhinausgehenden Aussagen über Art und Umfang der eigentlichen Lizenz und kann daher in inhaltlich sehr unterschiedlichen Lizenzen eingesetzt werden.
Copyleft kam ursprünglich bei Lizenzen für freie Software auf. Dort erzwingt es, dass Fortentwicklungen eines freien Ur-Programms wiederum frei sind und frei bleiben. Es verhindert so, dass Lizenznehmer das Programm durch proprietäre Erweiterungen in die proprietäre Domäne überführen. Microsoft hat in seiner eigennützigen Anti-Linux-Strategie das kritische Schlagwort viral für das Copyleft eingeführt, um das Bild eines Schädlings zu zeichnen, der alle Erweiterungen befalle und die Möglichkeit einer Entlohnung durch Lizenzgebühren bösartig abtöte, wodurch letztlich das geistige Eigentum von Firmen bedroht werde. Die bekannteste Copyleft-Lizenz ist die GNU General Public License (GPL). Später fand das gleiche Prinzip auch bei Lizenzen für freie Inhalte Anwendung. Copyleft ist kein notwendiger Bestandteil einer Lizenz für freie Software. So hat etwa die BSD-Lizenz kein Copyleft, dennoch sind darunter freigegebene Programme freie Software.
Da der Lizenzgeber selbst nicht an sein eigenes Copyleft gebunden ist, kann er neue Versionen auch unter proprietärer Lizenz veröffentlichen oder Dritten dies erlauben (Mehrfachlizenzierung), sofern der Lizenzgeber alleiniger Inhaber der ausschließlichen Nutzungsrechte ist oder, wenn dies nicht der Fall ist, alle anderen Rechteinhaber zugestimmt haben.

## Begriff
Copyleft ist ein Wortspiel, das einen Gegensatz zum englischen Begriff Copyright (deutsch: Urheberrecht, wörtlich: „Kopierrecht“) durch Ersetzen von „rechts“ (engl. right) durch dessen Gegenteil „links“ (engl. left) konstruiert. Analog zur Vertauschung der beiden Begriffe wird auch die urheberrechtliche Situation umgekehrt: Es bleibt das Recht zum Kopieren eines Werks sogar nach dessen Bearbeitung erhalten, während es durch das Copyright eingeschränkt werden könnte – sozusagen ein Trick, der das Urheberrecht einsetzt, um etwas zu erreichen, was seiner bisher üblichen Zweckbestimmung entgegengesetzt ist. Darüber hinaus schützt das Copyleft auch die übrigen Freiheiten der jeweiligen Lizenz nach einer Bearbeitung des Werks, z. B. bei freier Software den freien Zugang zum Quelltext.
Der Ausdruck Copyleft entspricht weitgehend der Bezeichnung share alike (sa), die bei Creative-Commons-Lizenzen verwendet wird.
Dem Copyleft-Zeichen 🄯 ist im Unicode-Standard der Codepunkt U+1F12F zugeordnet (seit Version 11.0.0, Juni 2018).

## Hintergrund
Bearbeitet ein Urheber erlaubterweise das Werk eines anderen, so erhält der Bearbeiter nach geltender Rechtsprechung ein Mitspracherecht darüber, wie das bearbeitete Werk verwendet werden darf. Stand das ursprüngliche Werk unter einer freien Lizenz und war daher für jeden kopierbar, verteilbar, veränderbar usw., so übertragen sich diese Freiheiten nicht automatisch auf die Bearbeitung. Dies ist bei Copyleft-behafteten Lizenzen anders: Da auch der ursprüngliche Autor ein Mitspracherecht am bearbeiteten Werk hat, erlaubt er nur dann die Weitergabe seines Anteils am Werk, wenn die Bearbeitungen zu den gleichen umfangreichen Rechten wie in der Ursprungslizenz an jedermann lizenziert werden. Das Copyleft soll somit verhindern, dass freie Werke zum Ausgangsmaterial proprietärer Inhalte werden.
Das Copyleft-Verfahren wurde zunächst von der Free Software Foundation für die GNU-Lizenzen (GPL, LGPL und GFDL) verwendet. Inzwischen wird das Verfahren jedoch auch von anderen Organisationen verwendet. Dies betrifft beispielsweise diverse Musiklizenzen wie die OAL der Electronic Frontier Foundation sowie Versuche, eine für alle Werkstypen anwendbare Copyleft-Lizenz zu schaffen, zum Beispiel die Design Science License (DSL) oder die „ShareAlike“-Lizenzen des Projekts Creative Commons (CC-BY-SA und CC-BY-NC-SA, wovon letztere wegen der Einschränkung auf nichtkommerzielle Benutzung nicht alle der unter freier Software subsumierten Freiheiten gewährt).

## Stärke eines Copylefts
Je nach dem Grad, mit dem Werke, die ein anderes Werk enthalten, als abgeleitete Werke von der Lizenz betroffen sind, wird zwischen starkem und schwachem Copyleft unterschieden – wobei der Übergang fließend ist. So kann bei einem starken Copyleft von einem Musikstück, das für einen Film verwendet wird, verlangt werden, dass auch der Film selbst unter diese Lizenz gestellt wird, während ein schwaches Copyleft dies nicht verlangen würde, sondern nur bei Änderungen an dem Stück selbst, etwa dem Songtext.
Historisch entstand dieser Begriff zuerst bei der GPL und LGPL, die hauptsächlich für Software verwendet werden. Insbesondere dürfen Programmbibliotheken, die unter einer Lizenz mit starkem Copyleft (GPL) freigegeben wurden, nur in Programme gelinkt werden, die unter anderem auch unter der GPL stehen. Die Frage, wie weitreichend ein Copyleft wirkt, ob und wie weit es auch Funktionsaufrufe in dynamische Bibliotheken oder zur Laufzeit hinzugeladene Module betrifft, ist zum Teil Interpretation des Lizenztextes und damit teilweise kontrovers diskutiert. Insbesondere unter proprietären Lizenzen stehende Gerätetreiber, die als Modul in den unter der GPL stehenden Linux-Kernel hinzugeladen werden, führen des Öfteren zu Meinungsverschiedenheiten der jeweiligen Hersteller mit den Kernel-Entwicklern.
Das Copyleft der Mozilla Public License wird als sehr schwaches, das der LGPL als schwaches und das der GPL als starkes Copyleft angesehen (z. B. von der FSF).

## Kritik
Open Group und Entwickler verschiedener BSD-Linien sehen durch das Verbot, modifizierte Versionen unter einer weniger restriktiven Lizenz zu veröffentlichen, die Freiheit unangemessen eingeschränkt und raten stattdessen zu freien Lizenzen ohne Copyleft (wie z. B. BSD- oder MIT-Lizenz).
Durch Copyleft-Lizenzen können schnell Inkompatibilitäten, auch zu freien Lizenzen ohne Copyleft, auftreten. So ist beispielsweise die ursprüngliche Vierklausel-BSD-Lizenz, die später entsprechend zur Dreiklauseligen modifiziert wurde, mit der GPL inkompatibel, da die Lizenzpflicht der Vierklausel-BSD-Lizenz, in Werbematerial den Urheber zu erwähnen, dem Lizenzverbot (z. B. in Artikel 6 der GPL Version 2), Einschränkungen aufzuerlegen, widerspricht. Andere freie Lizenzen für Programme werden fast ausschließlich mit der GPL duallizenziert, d. h. der Lizenznehmer hat die Wahl zwischen den beiden Lizenzen. Beispiele hierfür sind die Artistic License (Nicht-Copyleft) u. a. bei Perl und die Mozilla Public License (schwaches Copyleft) unter anderem bei Mozilla. Alternativ können die Lizenzen selbst erlauben, dass das Werk unter eine andere Lizenz gestellt werden darf (z. B. GPL bei der LGPL Version 2.1) oder sich selbst als Ausnahmen einer bestehenden Lizenz definieren (z. B. LGPL Version 3 Draft 1 als Ausnahme der GPL 3).